# Cecilio Acosta
Pour les articles homonymes, voir Acosta.
Cecilio Acosta (1er février 1818 à Caracas 8 juillet 1881) est un écrivain vénézuélien.